# Van Siclen Avenue (linea IND Fulton Street)
Van Siclen Avenue è una fermata della metropolitana di New York, situata sulla linea IND Fulton Street. Nel 2015 è stata utilizzata da 1 019 100 passeggeri.
È servita dalle linee A Eighth Avenue Express, attiva solo di notte, e C Eighth Avenue Local, sempre attiva tranne di notte.